# Ophrys sphegodes lunulata
L'ofride lunulata (Ophrys sphegodes subsp. lunulata (Parl.) H.Sund.) è una pianta erbacea appartenente alla famiglia delle Orchidacee, endemica della Sicilia.

## Descrizione

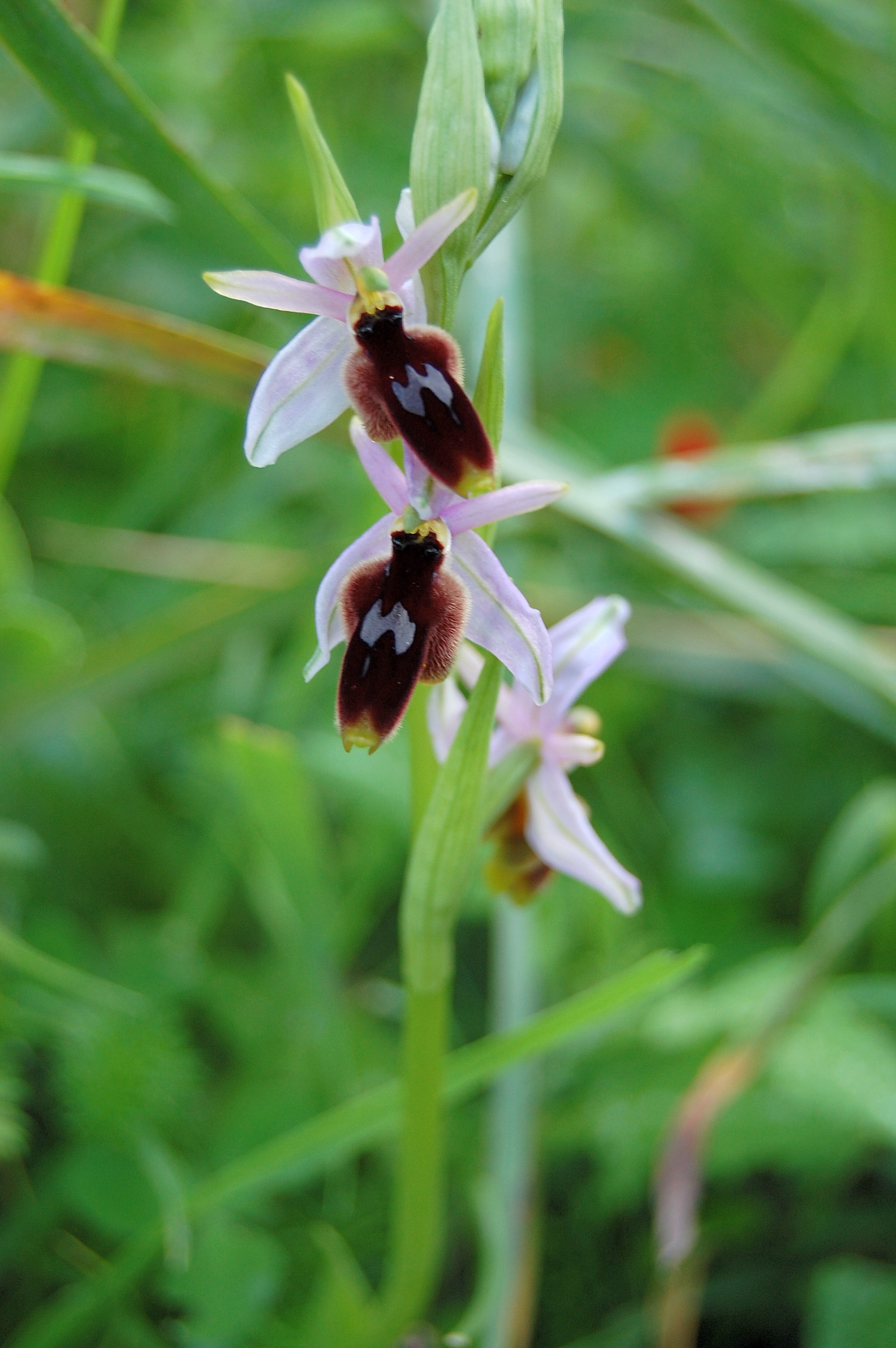

È una pianta erbacea geofita bulbosa con fusto alto 30–40 cm.
Le foglie sono oblungo-lanceolate e inguainano parzialmente il fusto.
L'infiorescenza è lassa e raggruppa da 4 a 14 fiori con sepali laterali, lanceolati, di colore variabile dal rosa violetto al bianco rosato, con nervatura centrale verde e petali, più brevi e stretti, solitamente di un colore roseo. Il labello è allungato, trilobato e ricoperto di una peluria vellutata, tranne che nel margine del lobo centrale che è verde e glabro. La macula al centro del labello è lucida a forma di mezzaluna (da cui deriva l'epiteto specifico lunulata), da grigio-bluastra a rossastra; l'apicolo è grande, triangolare, di colore giallo-verdastro. Il ginostemio è perpendicolare al labello, con apice largo e acuto; la cavità stigmatica è relativamente stretta, con due pseudocchi prominenti, neri e lucenti.
Fiorisce in marzo-aprile.

## Biologia
Si riproduce per impollinazione entomofila, ad opera dell'imenottero Osmia kohlii (Megachilidae).
La disseminazione è anemocora, cioè favorita dal vento, che trasporta a lunghe distanze i semi, di dimensioni microscopiche.

## Distribuzione e habitat
È una specie endemica della Sicilia.
Descritta nel 1838 da Filippo Parlatore nella provincia di Palermo, l'ofride lunulata è diffusa in tutte le province dell'isola, nonché nelle isole Eolie.
Cresce in ambienti di macchia rada, gariga e prateria mediterranea, fino ad una altitudine di 1300 m; predilige suoli calcarei asciutti e luminosi.

## Tassonomia

### Ibridi
Sono stati descritti i seguenti ibridi:
- Ophrys × goelziana H.Baumann & Künkele, 1984 (O. s. lunulata × Ophrys exaltata)
- Ophrys × lidbergii Mazzola, 1982 (O. s. lunulata × Ophrys tenthredinifera)
- Ophrys × mazzolana Falci, S.A.Giardina & Serio, 2008 (O. s. lunulata × Ophrys × flavicans)
- Ophrys × vittoriana H.Baumann & Künkele, 1986 (Ophrys bertolonii × O. s. lunulata)
- Ophrys × camarinana H.Baumann & Künkele, 1986 (O. s. lunulata × Ophrys sphegodes atrata)
- Ophrys × sicana H.Baumann & Künkele, 1986 (O. s. lunulata × Ophrys oxyrrhynchos)
- Ophrys × toussaintiana P.Delforge, 1988 (O. s. lunulata × Ophrys fuciflora biancae)
- Ophrys × frascae Galesi, 1999 (O. s. lunulata × Ophrys sphegodes)

## Conservazione
Classificata come "Vulnerabile" sulla Lista Rossa redatta da Conti et al. (1997), secondo i criteri classificativi dell'IUCN ricade nella categoria "Least Concern" (specie a rischio minimo).
Figura nell'Appendice I della Convenzione di Washington, come specie di interesse prioritario nell'Appendice II della Direttiva 43/92/CEE "Flora, Fauna e Habitat". Inoltre, nel 1995 la CITES ha incluso tutte le Orchidaceae europee nella sua Appendice I.